# 李文貞 (1989年)
李文貞（韓語：이문정，1989年3月23日—），女，韓國演員。

## 演出作品

### 電視劇
- 2013年：JTBC《宮中殘酷史－花的戰爭》飾演 張氏夫人
- 2014年：MBC《改過遷善》
- 2015年：tvN《Heart to Heart》
- 2015年：SBS《上流社會》飾演 敏貞
- 2015年：SBS《Mrs. Cop》飾演 宋巡警
- 2015年：tvN《請回答1988》飾演 李文貞
- 2016年：MBC《Monster》飾演 洪蘭貞
- 2017年：KBS《魔女的法庭》飾演 吳敏貞（特別出演）

### 電影
- 2008年：《摩登男孩》
- 2012年：《上班族》
- 2012年：《如果我表白的話》
- 2013年：《戀愛的溫度》
- 2014年：《危險的傳聞》
- 2015年：《長壽商會》

## 外部連結
- NAVER （页面存档备份，存于）